# アブドゥッラー・ビン・サバーハ・ビン・ジャービル・アッ＝サバーハ
アブドゥッラー・ビン・サバーハ・ビン・ジャービル・アッ＝サバーハ（アラビア語: عبد الله بن صباح بن جابر الصباح ‘abd allāh bin ṣabāḥ bin jābil aṣ-ṣabāḥ, 英語: Abdullah I Al-Sabah、1740年 - 1814年5月3日）は第二代クウェート首長（在位：1764年 - 1814年）でサバーハ家当主。アブドゥッラー1世(عبد الله الأول)として知られる。父は初代クウェート首長のサバーハ1世。子はジャービル1世。

## 経歴
1764年、父の後を継いで首長となる。1766年に同じオナイザ族バニー・ウバイド氏族でクウェートにいたハリーファ家がクウェートから現在のカタールのズバラに移住する。
1776年にオスマン帝国とザンド朝ペルシャとが戦争を起こし、ザンド朝がバスラを奪取したために戦火を避けるために多数の商人が一時的にクウェートに移住したためにクウェートは活気付く。
1779年にザンド朝ペルシャのカリーム・ハーンが死去し、ペルシャが勢力を弱めるとハリーファ家はペルシャからバーレーン島を奪い、バーレーン首長国を建国するが、アブドゥッラーはこれを援助する。
イギリス東インド会社が1778年にブーシールに駐在府を建設、バグダードに商館を移転し、ペルシャ湾に進出し始めるが貿易と造船を生業とするクウェートではこれは歓迎すべきことであり、このためにアブドゥッラーはイギリス人を厚遇した。
ところが、かつてダルイーヤからバニー・ウバイド氏族を追い出したサウード家の第一次サウード王国が勢力を拡大、バーレーンを攻略してハリーファ家を一時ダルイーヤに拉致し、また陸路から隊商路やオアシスを襲撃し、水路を破壊してクウェートの安全を脅かした。サウード軍がクウェートに侵攻するとイギリス東インド会社は軍艦とインド兵を送り、火器などを援助し、クウェートに協力し、またアブドゥッラー自身も所有する大砲を使用するなどしてサウード軍を撃退し、ことなきを得る。
おまけに海上からはイギリス軍艦ミネルヴァを拿捕したオーマン海岸諸部族連合（後のアラブ首長国連邦を構成）がミネルヴァを旗艦に大型船60隻、小型船800隻からなる艦隊を組んでクウェートの商船に対して海賊行為を繰り返した。これにより陸海両面から貿易に打撃を受けたクウェートは疲弊することになる。